# Pernze
Pernze ist einer von 22 Ortsteilen der Stadt Bergneustadt im Oberbergischen Kreis im Regierungsbezirk Köln in Nordrhein-Westfalen, Deutschland.

## Lage und Beschreibung
Der Ort liegt in Luftlinie rund 4,0 km nordöstlich von Bergneustadt und an der Bundesstraße 55.

## Geschichte

### Erstnennung
1443 wurde der Ort das erste Mal urkundlich erwähnt und zwar „Lutze van Pernswede gehört zu den Zeugen bei der Übertragung eines Grundstückes“.
Schreibweise der Erstnennung: Pernswede.

## Kirchliche Einrichtungen
- Kath. Kirche: Sankt Maria Königin

## Freizeit

### Vereinswesen
Ortsansässig, teilweise verbunden mit dem Nachbarort Wiedenest sind folgende Vereine:
- FC Wiedenest-Othetal: Fußballverein
- TV Wiedenest-Pernze:  Turnverein
- Schützenverein Pernze-Wiedenest
- Heimatverein Dörspetal
- Malteser-Jugend Bergneustadt-Wiedenest-Belmicke
- Pferdesportgemeinschaft Pernze: Reitverein der ansässigen Reitanlage

## Bus und Bahnverbindungen

### Linienbus
Haltestellen: Pernze Sportplatz und Kreuzstraße
- 301 Olpe über Drolshagen - Gummersbach über Bergneustadt, Derschlag und Niedersessmar
- 318 Gummersbach über Lieberhausen

### Eisenbahn
Früher existierte hier ein Haltepunkt an der Bahnstrecke Siegburg–Olpe, die allerdings im Abschnitt Dieringhausen-Olpe schon lange stillgelegt ist (1979 Personenverkehr, 1997 Gesamtstrecke). Der Haltepunkt steht allerdings noch.